# 강영섭
강영섭(康永燮, 1931년 10월 15일 ~ 2012년 1월 21일)은 조선민주주의인민공화국의 정치인으로, 강량욱 전 조선민주주의인민공화국 부주석과 송석정 사이의 차남이다. 조선그리스도교연맹 위원장 겸 조선종교인협의회 부회장이다. 조국통일범민족연합(범민련) 북측본부 부의장 겸 조국통일민주주의전선(조국전선) 중앙위원회, 최고인민회의 제12기 대의원 겸 상임위원회 위원, 평양신학원장을 지냈다.
그의 선친 강량욱 前 북조선 국가부주석은 김일성의 외삼종조부이기도 하다.

## 경력
1969년 1월 내각 사무국 부국장을 거쳐 1969년 12월 주 루마니아 대사에 임명되었다. 1989년 2월 조선기독교연맹 중앙위 위원장, 1989년 5월 조선종교인협의회 부회장, 1990년 5월 조선그리스도교연맹 중앙위 위원장을 맡았다. 1990년 5월 최고인민회의 통일정책위 위원, 1991년 1월 범민련 북측본부 중앙위원을 지냈으며 1991년 3월 평양신학원 원장에 임명되었다. 1991년 7월부터 조-일 우호친선협회 부회장과 조국전선 중앙위원회 위원으로 있다. 1993년 8월부터 범민련 북측본부 부의장을 맡았으며, 2006년 3월부터 6.15공동선언실천 북측위원회 부위원장을 지냈다.
2012년 1월 21일 심장마비로 평양에서 사망했다.

## 최고인민회의 대의원
1990년 4월 최고인민회의 제9기 대의원으로 선출된 이후, 제10기(1998년)와 제11기(2003년), 제12기(2009년) 대의원 겸 상임위원회 위원을 지냈다.

## 수훈
2002년 3월 김일성훈장, 2003년 9월 조국통일상을 받았다.

## 기타
1994년 김일성, 2007년 리인모, 2008년 박성철 사망 당시에 국가장의위원회 위원을 맡았다.